# RFA Mounts Bay (L3008)
El RFA Mounts Bay (L3008) es un buque de asalto anfibio de la clase Bay de la Royal Fleet Auxiliary (RFA). Fue botado en 2004 y entró en servicio en 2006.

## Construcción
Fue construido por Swan Hunter de Wallsend, Inglaterra. Fue botado el 9 de abril de 2004, realizó pruebas de velocidad y fue comisionado en 2006.

## Historia de servicio
En 2016 el Mounts Bay desplegó al mar Egeo en apoyo a la crisis migratoria. Al año siguiente desplegó al mar Caribe para tareas de apoyo luego del huracán Irma.